# Eccellenza Trentino-Alto Adige 1991-1992
Il campionato italiano di calcio di Eccellenza regionale 1991-1992 è stato il primo organizzato in Italia. Rappresenta il sesto livello del calcio italiano.
Questo è il campionato regionale della regione Trentino-Alto Adige (anche noto in tedesco come Oberliga, letteralmente "lega superiore").

## Squadre partecipanti
| Squadra                         | Città                              |
| ------------------------------- | ---------------------------------- |
| U.S. Arco                       | Arco (TN)                          |
| S.S.V. Bruneck                  | Brunico (BZ)                       |
| S.S. Condinese                  | Condino (TN)                       |
| A.S. Fersina                    | Pergine Valsugana (TN)             |
| U.S. Fiavè                      | Fiavé (TN)                         |
| U.S. Lagarina                   | Villa Lagarina (TN)                |
| A.S. Laives                     | Laives (BZ)                        |
| U.S. Levico Terme               | Levico Terme (TN)                  |
| A.C. Mezzocorona                | Mezzocorona (TN)                   |
| S.V. Milland                    | Bressanone (BZ)                    |
| U.S. Passirio Merano            | Merano (BZ)                        |
| U.S. Rotaliana                  | Mezzolombardo (TN)                 |
| U.S. Salurn                     | Salorno (BZ)                       |
| A.S.C. Sankt Martin in Passeier | San Martino in Passiria (BZ)       |
| S.C. Sankt Pauls                | Appiano sulla Strada del Vino (BZ) |
| S.V. Ulten                      | Ultimo (BZ)                        |

## Classifica finale
|  | Pos. | Squadra               | Pt | G  | V  | N  | P  | GF | GS | DR  |
|  | ---- | --------------------- | -- | -- | -- | -- | -- | -- | -- | --- |
|  | 1.   | Passirio Merano       | 41 | 30 | 18 | 5  | 7  | 61 | 25 | +36 |
|  | 2.   | Fiavè                 | 40 | 30 | 15 | 10 | 5  | 40 | 18 | +22 |
|  | 3.   | Arco                  | 38 | 30 | 13 | 12 | 5  | 47 | 29 | +18 |
|  | 4.   | Laives                | 37 | 30 | 13 | 11 | 6  | 43 | 28 | +15 |
|  | 5.   | Levico Terme          | 33 | 30 | 9  | 15 | 6  | 37 | 32 | +5  |
|  | 6.   | Mezzocorona           | 32 | 30 | 10 | 12 | 8  | 29 | 21 | +8  |
|  | 7.   | Fersina               | 30 | 30 | 8  | 14 | 8  | 29 | 25 | +4  |
|  | 8.   | Sankt Martin Passeier | 29 | 30 | 9  | 11 | 10 | 21 | 32 | -11 |
|  | 9.   | Salurn                | 28 | 30 | 6  | 16 | 8  | 31 | 32 | -1  |
|  | 9.   | Milland               | 28 | 30 | 7  | 14 | 9  | 23 | 30 | -7  |
|  | 11.  | Condinese             | 27 | 30 | 8  | 11 | 11 | 34 | 40 | -6  |
|  | 11.  | Lagarina              | 27 | 30 | 8  | 11 | 11 | 29 | 40 | -11 |
|  | 13.  | Bruneck               | 25 | 30 | 6  | 13 | 11 | 26 | 38 | -12 |
|  | 14.  | Sankt Pauls           | 24 | 30 | 9  | 6  | 15 | 25 | 37 | -12 |
|  | 15.  | Rotaliana             | 23 | 30 | 7  | 9  | 14 | 22 | 35 | -13 |
|  | 16.  | Ulten                 | 18 | 30 | 4  | 10 | 16 | 23 | 56 | -33 |

## Verdetti finali
- Il Passirio Merano rinuncia al C.N.D..